# 청화백자운룡문병
청화백자운룡문병(靑華白磁雲龍文甁)은 서울특별시 종로구 서울역사박물관에 있는 조선시대의 청화백자이다. 2002년 8월 16일 서울특별시의 유형문화재 제155호로 지정되었다.

## 개요
이 병은 外反된 口緣과 아래쪽으로 갈수록 量感이 크게 표현된 전형적인 조선 후기 병인데, 동 시대 같은 유형의 병보다는 器形이 준수한 편이다. 釉胎色도 밝고 투명하며 불순물이 거의 없는 순백의 질감을 보여주고 있다. 무엇보다 이 병의 조형을 돋보이게 하는 것은 표면에 靑畵로 施文되어 있는 雲龍 文樣이라고 할 수 있다. 이들 문양들은 용과 구름, 여의주 등으로 구성되어 있는데, 작은 구름들 사이에서 솟아오르는 용이 측면이 아닌 정면을 응시하고 있는 점이 특히 주목되는 부분이다. 원래 龍頭는 중국의 元․明 時代 청화백자의 경우 측면을 묘사하다가 淸代에 이르러 정면을 보는 형태로 바뀌는데, 우리나라 청화백자의 경우는 종래 元․明과 같이 측면의 龍頭만 알려졌을 뿐 淸과 같은 정면 龍頭는 없다고 알려져 왔다. 따라서 이 병은 현재까지 용머리의 정면이 묘사된 유일한 예로서 가치가 높다고 판단된다.

## 참고 문헌
- 청화백자운룡문병 - 국가유산청 국가유산포털